# Chłodnica międzystopniowa

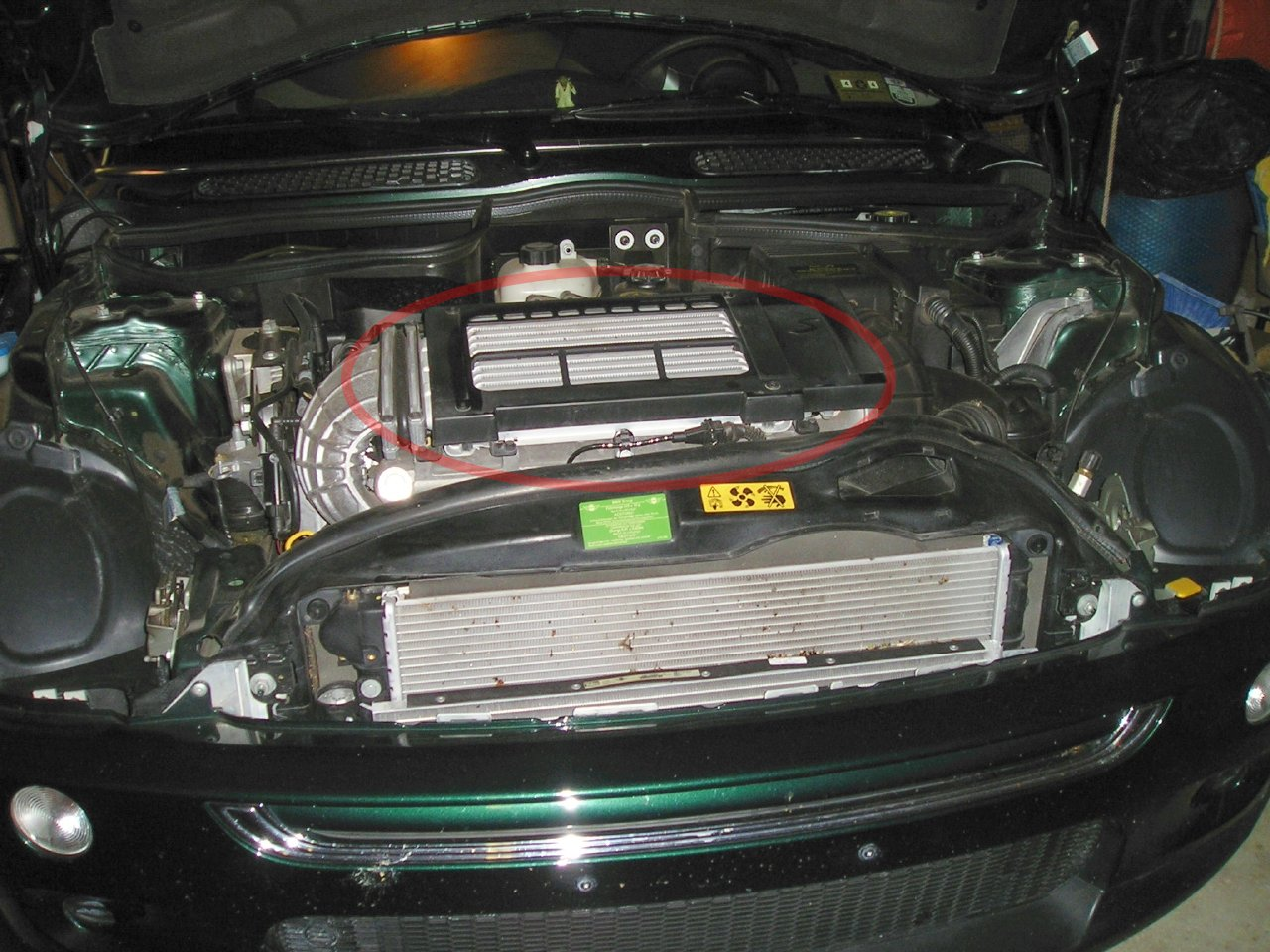
Chłodnica międzystopniowa (zaznaczona czerwoną elipsą) w BMW MINI Cooper S

Chłodnica międzystopniowa, (ang.) „Intercooler” (chłodnica pośrednia) – chłodnica powietrza doładowującego, to chłodnica powietrza sprężanego w sprężarce, przed dostarczeniem go do silnika, stosowana w silnikach spalinowych z doładowaniem. Służy do zwiększenia sprawności i mocy silnika.

## Terminologia
Określenie intercooler używane jest też do chłodnic powietrza stosowanych w silnikach przepływowych, np. lotniczych lub sprężarkach turbin gazowych – wówczas intercooler oznacza chłodnicę umieszczoną między („inter") stopniami sprężarki. Natomiast chłodnice powietrza umieszczone za sprężarką nazywane są aftercooler.
W samochodach chłodnica powietrza jest najczęściej między sprężarką a silnikiem tłokowym. Wewnątrz silnika dokonuje się również sprężanie, to chłodnica powietrza jest de facto intercoolerem.

## Idea
W wyniku sprężania powietrza w turbosprężarce (adiabatyczne) następuje wzrost jego temperatury. Ponadto napędzana gorącymi spalinami turbina mocno się nagrzewa, ciepło przez elementy konstrukcyjne przepływa do sprężarki, co dodatkowo powoduje wzrost temperatury powietrza. W wyższej temperaturze powietrze ma mniejszą gęstość, co zmniejsza efekt doładowania.
Obniżając temperaturę sprężonego powietrza w chłodnicy powietrza doładowującego zwiększa się jego gęstość, a co za tym idzie – rośnie masa ładunku dostarczana do silnika. Możliwe jest więc spalanie większej ilości paliwa i wzrost mocy silnika (zwiększenie wysilenia). Jednocześnie sprężanie chłodniejszego powietrza obniża pracę sprężania, co zwiększa sprawność silnika. Intercooler może być jednocześnie wykorzystany do chłodzenia układu recyrkulacji spalin .

## Budowa
Intercooler może być prostym wymiennikiem ciepła z naturalnym owiewaniem (pęd powietrza jadącego auta), może też mieć chłodzenie wymuszone (wentylator), a nawet wodne – jak np. w modelu Toyota Celica, Lotus Omega. W niektórych samochodach, takich jak np. Subaru Impreza WRX STi czy Mitsubishi Lancer Evolution (I), stosuje się natrysk wody na intercooler, co ma za zadanie jeszcze wydajniejsze chłodzenie. Pociąga to jednak za sobą konieczność zaopatrywania samochodów w dodatkowe zbiorniki z wodą do intercoolera. Istnieją rozwiązania, w których do chłodzenia intercoolera stosowana jest woda z kostkami lodu w celu dalszego zwiększenia intensywności chłodzenia. Intercooler może być umieszczany nad silnikiem bezpośrednio pod wlotem powietrza na masce, tak jak w przypadku Subaru Imprezy WRX STi lub przed chłodnicą jak w Mitsubishi Lancer EVO VIII lub IX.
Wyróżnia się 2 rodzaje intercoolerów; intercooler standardowy oraz intercooler cross-flow. W standardowym wlot i wylot chłodzonego powietrza są z tej samej strony w cross-flow – po przeciwnych, co zapewnia trochę lepsze chłodzenie.

## Inne zastosowania
Chłodzenie częściowo sprężonego powietrza (ang. intercooling) stosowane jest także w instalacjach turbin gazowych. Tu również chodzi o obniżenie temperatury częściowo sprężonego powietrza (w czasie wstępnego sprężania następuje wzrost temperatury), dzięki czemu następuje wzrost mocy i sprawności układu.

## Wady
Oprócz korzyści wynikających z zastosowania chłodnicy powietrza doładowującego, układ ma także wady. Przy małych obrotach turbosprężarki ciśnienie sprężania a tym samym i wzrost temperatury powietrza jest niewielki, dlatego znaczenie chłodnicy jest mniejsze, niż przy pełnej mocy silnika. Aby wyeliminować tę wadę stosuje się turbosprężarki o regulowanych kierownicach spalin, które pozwalają na pracę turbosprężarki w dość wąskim, optymalnym zakresie obrotów. Układ sprawia też problemy techniczne polegające na rozbudowie układu silnika (siłowni) i zwiększeniu liczby elementów. Ma to negatywny wpływ na koszty nowego silnika (siłowni) jak i koszty napraw, remontów, konserwacji, zwiększa zawodność, powoduje konieczność demontażu w celu umożliwienia dostępu do głowicy silnika i innych elementów konstrukcyjnych. Stąd pierwsze tego typu rozwiązania dotyczyły silników dużych, np. kolejowych.
Zalety chłodnicy powietrza doładowującego i korzyści wynikające z chłodzenia międzystopniowego ładunku silnika są tak znaczące w stosunku do jego wad, że zdecydowana większość współczesnych turbodoładowanych silników z zapłonem samoczynnym posiada chłodnicę powietrza doładowującego.